# Affonso Eduardo Reidy

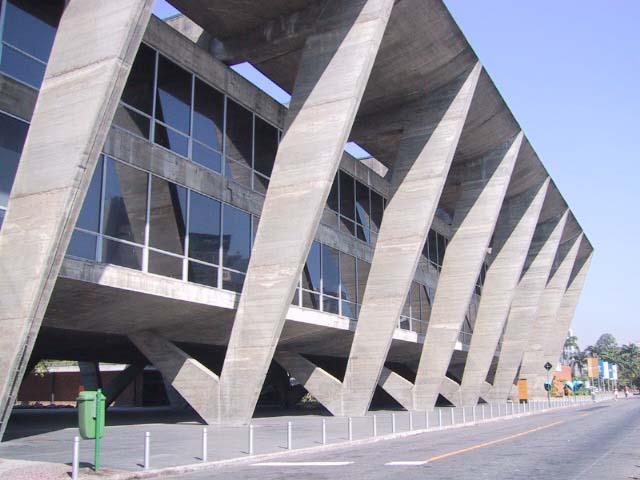
Muzeum Sztuki Nowoczesnej w Rio de Janeiro

Affonso Eduardo Reidy (ur. 26 października 1909 w Paryżu, zm. 10 sierpnia 1964 w Rio de Janeiro) – brazylijski architekt i urbanista, działacz społeczny, uważany za jednego z pionierów nowoczesnej architektury brazylijskiej. Jeden z projektantów Rio de Janeiro. 

## Życiorys

### Wczesne życie
Rozpoczął studia w Narodowej Szkole Sztuk Pięknych w Rio de Janeiro (port. Escola Nacional de Belas Artes), gdzie ukończył architekturę w 1930 roku. W tym samym roku został mianowany przez Lucio Costę asystentem Gregoriego Warchavchika (pierwszej osobowości przeciwdziałającej rozwojowi neokolonialnego wątku Brazylii) w Narodowej Szkole Sztuk Pięknych. Wkrótce przyjął profesurę na wydziale projektowania i planowania przestrzennego. W latach 1936–1949 pracował też w Ministerstwie Zdrowia i Edukacji w Rio de Janeiro.

### Kariera architektoniczna
Spędził większość swojego życia w służbie publicznej, zwłaszcza w dziale planowania miasta, gdzie podjął kilka ważnych projektów, takich jak urbanizacja centrum Rio de Janeiro. Jego niedokończony projekt z 1948 przewidywał urbanizację uboższego obszaru przez rozebranie Morro do Santo Antônio z budynkami administracyjnymi, mieszkalnymi, a nawet muzeum zaprojektowanym przez Le Cobusiera. Oprócz zapewnienia miastu dróg łączących południe i północ, stworzył on duży park na skraju Flamengo. W tym czasie ożenił się z Carmen Portinho, trzecią kobietą, która ukończyła kurs inżynieryjny w kraju i od tej pory stale współpracowała przy jego projektach. 
Jedną z jego najważniejszych prac jest osiedle mieszkaniowe Pedregulhos (ukończone w 1947), przeznaczone dla urzędników publicznych o niskich dochodach oraz klasy średniej, które posiadało szkoły, przedszkola, targowiska i usługi pralnicze, a także projekt i uczestnictwo w budowie Muzeum Sztuki Nowoczesnej w Rio de Janeiro w latach 1954-1958.
Reidy przeszedł na emeryturę na początku lat 60 XX wiek. Zmarł 10 sierpnia 1964 roku w Rio de Janeiro. 